# Runaway (canción de Aurora)
«Runaway» es el sencillo principal y la primera canción de la cantante noruega Aurora en su EP Running with the Wolves y en el álbum All My Demons Greeting Me as a Friend. La canción fue escrita por Aurora y Magnus Skylstad y producido por Odd Martin Skålnes y Skylstad. La canción fue lanzada el 7 de febrero de 2015.
En 2021, «Runaway» se volvió viral en la plataforma de redes sociales TikTok, lo que resultó en nuevos éxitos en listas de éxitos y transmisiones en varias plataformas.

## Antecedentes y composición
«Runaway» es una canción folktrónica, synth pop, electrónica, y electropop, con una influencia de la música folklórica nórdica. Aurora escribió la canción entre los 11 y los 12 años. Es una canción sobre escapar y «darte cuenta de que quieres volver a casa». En una entrevista con The 405, dijo: «Es extraño cómo esta canción encaja mejor en mi vida ahora que podría imaginar cuando escribí la canción en sí. Se trata de lo importante que es tener un lugar suave en el que caer». El demo de la canción estuvo disponible en el sitio web de By:larm a finales de 2013.

## Vídeo musical
Un video musical de la canción fue lanzado el 26 de febrero de 2015. Fue dirigido por Kenny McCracken.
La cantautora Billie Eilish acredita el video de esta canción como una de las razones por las que comenzó a trabajar en la música.

## Posicionamiento
| País            | Lista                          | Mejor posición |      |
| 2021            | 2021                           | 2021           | 2021 |
| --------------- | ------------------------------ | -------------- | ---- |
| Alemania        | Official German Charts         | 30             |      |
| Australia       | Australian Singles Chart       | 30             |      |
| Austria         | Ö3 Austria Top 40              | 27             |      |
| Bélgica         | Ultratip Flanders              | 2              |      |
| Canadá          | Canadian Hot 100               | 39             |      |
| República Checa | Singles Digitál Top 100        | 14             |      |
| Eslovaquia      | FIMI                           | 19             |      |
| Estados Unidos  | Bubbling Under Hot 100 Singles | 1              |      |
| Estados Unidos  | Hot Rock & Alternative Songs   | 10             |      |
| Estados Unidos  | Rock Airplay                   | 39             |      |
| Estados Unidos  | Rolling Stone Top 100          | 72             |      |
| Francia         | SNEP                           | 44             |      |
| Global 200      | Billboard                      | 22             |      |
| Hungría         | Single Top 40                  | 30             |      |
| Hungría         | Stream Top 40                  | 24             |      |
| India           | IMI                            | 13             |      |
| Irlanda         | IRMA                           | 21             |      |
| Italia          | FIMI                           | 80             |      |
| Lituania        | AGATA                          | 19             |      |
| Noruega         | VG-lista                       | 14             |      |
| Países Bajos    | Single Top 100                 | 53             |      |
| Portugal        | AFP                            | 27             |      |
| Reino Unido     | UK Singles Chart               | 25             |      |
| Suecia          | Sverigetopplistan              | 51             |      |
| Suiza           | Schweizer Hitparade            | 21             |      |

## Certificaciones
| País           | Organismo certificador | Certificación | Ventas certificadas | Ref.   |
| -------------- | ---------------------- | ------------- | ------------------- | ------ |
| Estados Unidos | RIAA                   | Oro           | 500 000             | [ 37 ] |
| Noruega        | IFPI Noruega           | Platino       | 60 000              | [ 38 ] |
| Polonia        | ZPAV                   | Platino       | 50 000              | [ 39 ] |
| Portugal       | AFP                    | Oro           | 10 000              | [ 40 ] |
| Reino Unido    | BPI                    | Plata         | 200 000             | [ 41 ] |